# Comuna Mărăcineni, Buzău
Mărăcineni este o comună în județul Buzău, Muntenia, România, formată din satele Căpățânești, Mărăcineni (reședința) și Potoceni. Comuna se află imediat la nord de municipiul Buzău, reședința județului, pe malul stâng al râului Buzău.

## Așezare

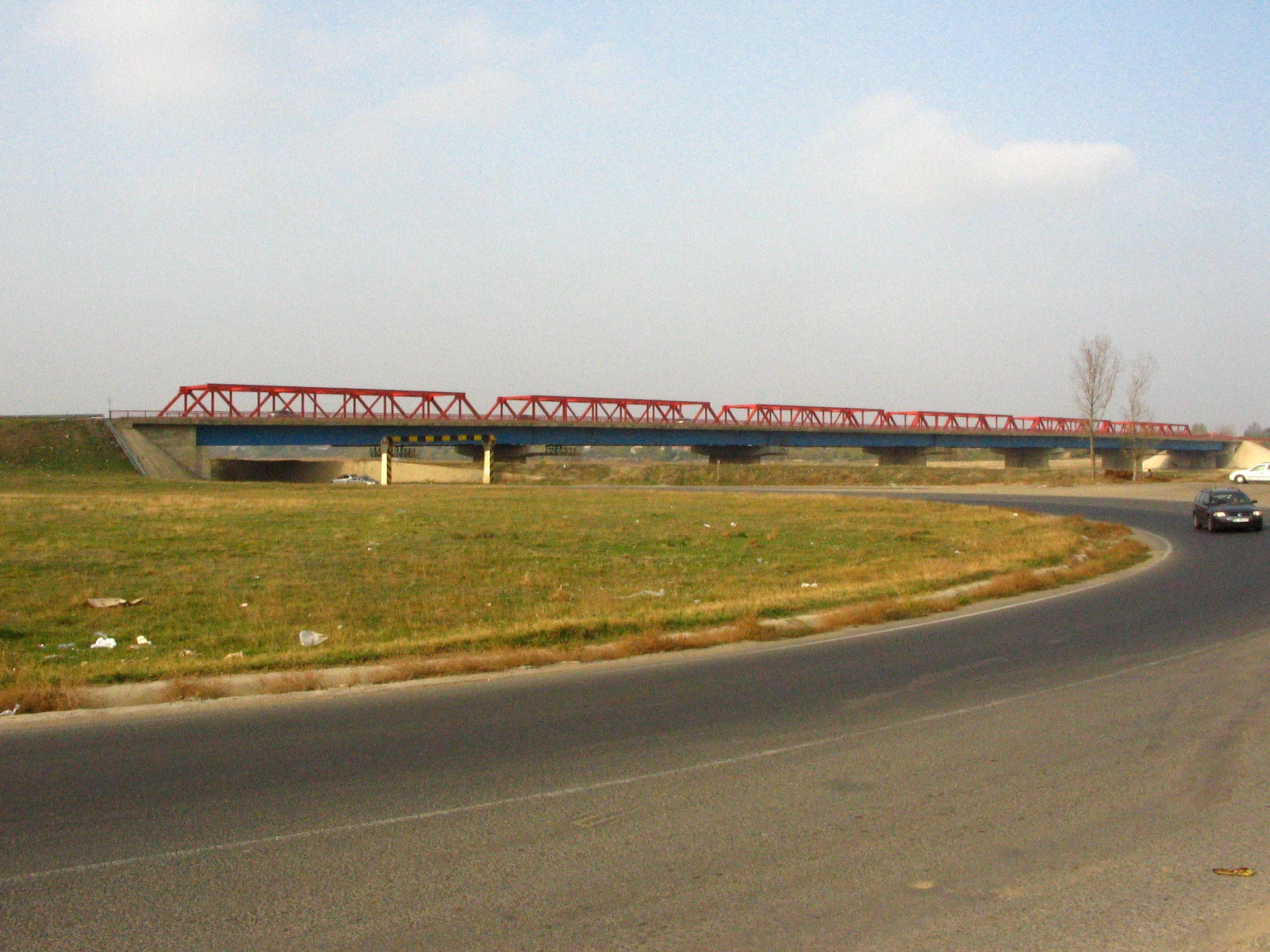

Mărăcineni se află pe malul stâng al râului Buzău, la ieșirea acestuia dintre dealurile subcarpatice, la 1 km nord de orașul Buzău, aflat pe malul opus al râului. Comuna Mărăcineni este legată de oraș printr-un pod, cunoscut sub numele de podul Mărăcineni, pod peste care trece DN2, cea mai importantă conexiune rutieră între București și orașele din Moldova. Acest pod a fost avariat la inundațiile din vara anului 2005, și în consecință a fost demolat și reconstruit până în luna noiembrie a aceluiași an. Din DN2, pe teritoriul comunei, în dreptul capătului podului Mărăcineni, se desprinde șoseaua județeană DJ203K, o importantă arteră rutieră de comunicație la nivelul județului, care urcă pe malul stâng al Buzăului și apoi pe valea Slănicului, legând de Mărăcineni și Buzău comune ca Cernătești, Mânzălești și Lopătari, continuând printr-un traseu dificil, greu practicabil, spre Gura Teghii.
Comuna Mărăcineni se învecinează la nord-est cu Comuna Poșta Câlnău, la est cu Comuna Vadu Pașii, la sud cu Municipiul Buzău, la vest cu Comuna Vernești iar la nord-vest cu Comuna Săpoca.

## Demografie
Componența etnică a comunei Mărăcineni
     Români (92,58%)
     Alte etnii (0,49%)
     Necunoscută (6,93%)
Componența confesională a comunei Mărăcineni
     Ortodocși (91,98%)
     Alte religii (0,47%)
     Necunoscută (7,55%)
Conform recensământului efectuat în 2021, populația comunei Mărăcineni se ridică la 9.653 de locuitori, în creștere față de recensământul anterior din 2011, când fuseseră înregistrați 8.279 de locuitori. Majoritatea locuitorilor sunt români (92,58%), iar pentru 6,93% nu se cunoaște apartenența etnică. Din punct de vedere confesional, majoritatea locuitorilor sunt ortodocși (91,98%), iar pentru 7,55% nu se cunoaște apartenența confesională.

## Politică și administrație
Comuna Mărăcineni este administrată de un primar și un consiliu local compus din 15 consilieri. Primarul, Dumitru Constantin[*], de la Partidul Social Democrat, este în funcție din octombrie 2020. Începând cu alegerile locale din 2024, consiliul local are următoarea componență pe partide politice:
|  | Partid                    | Consilieri | Componența Consiliului | Componența Consiliului | Componența Consiliului | Componența Consiliului | Componența Consiliului | Componența Consiliului | Componența Consiliului | Componența Consiliului | Componența Consiliului | Componența Consiliului | Componența Consiliului | Componența Consiliului |
|  | ------------------------- | ---------- | ---------------------- | ---------------------- | ---------------------- | ---------------------- | ---------------------- | ---------------------- | ---------------------- | ---------------------- | ---------------------- | ---------------------- | ---------------------- | ---------------------- |
|  | Partidul Social Democrat  | 12         |                        |                        |                        |                        |                        |                        |                        |                        |                        |                        |                        |                        |
|  | Partidul Național Liberal | 2          |                        |                        |                        |                        |                        |                        |                        |                        |                        |                        |                        |                        |
|  | Alianța Dreapta Unită     | 1          |                        |                        |                        |                        |                        |                        |                        |                        |                        |                        |                        |                        |

## Istoric
Primul sat atestat documentar din comună este Mărăcineni, atestat printr-un act de proprietate din data de 3 noiembrie 1597, prin care domnitorul Țării Românești, Mihai Viteazul recunoaște dreptul de proprietate al lui Fătu din Mărăcineni asupra unor vii.
În vremea lui Matei Basarab, comuna apare implicată într-un proces important în care au dat mărturie 12 boieri importanți.
La sfârșitul secolului al XIX-lea, comuna făcea parte din plasa Sărata a județului Buzău și era formată din satele Căpățânești, Cârlovoaia, Mărăcineni, Mătești, Potocenii de Jos și Potocenii de Sus, cu o populație totală de 2150 de locuitori care trăiau în 447 de case. În comună funcționau 15 mori de apă pe Buzău, o moară cu aburi, o stână, o rafinărie de petrol care distila țițeiul extras în zona Berca, 2 școli (una la Mărăcineni și a doua la Mătești), având în total 95 de elevi (din care 6 fete) și 3 biserici. În 1925, comuna era reședință a plășii Câlnău, având 2711 locuitori și în plus față de componența anterioară, și satul Gura Câlnău, sat ce a fost rearondat în 1931 comunei Focșănei.
În 1950, comuna a fost arondată raionului Buzău din regiunea Buzău și apoi (după 1952) orașului regional Buzău din regiunea Ploiești. În 1968, a redevenit comună a județului Buzău. Tot atunci, satul Mătești a fost trecut la comuna Săpoca; dintre satele comunei, Potocenii de Jos și Potocenii de Sus au fost unite și au format satul Potoceni, iar Cârlovoaia a fost desființat și inclus în Căpățânești.

## Monumente istorice
Singurul obiectiv din comuna Mărăcineni inclus pe lista monumentelor istorice din județul Buzău, ca monument de interes local, este conacul Albanopol din satul Mărăcineni, clădire construită în secolul al XVIII-lea și transformată în secolul al XX-lea.

## Economie
Profilul economic al comunei este unul predominant agricol, aici funcționând o mare fermă de legume, cu 500 ha de teren și 100 de solarii. Afacerea în valoare de 2,5 milioane de euro aparține lui Petru Berciu și Ion Biriș, care au dezvoltat ferma, investitorului elvețian Werner Eichenberger și inginerului informatician Andrei Popovici (proprietarul terenului). Producția fermei, care în 2014 se ridica la 12.000–18.000 de tone, este în principal destinată unor fabrici de conserve, o mică parte din ea fiind valorificată pe piața legumelor proaspete.

## Personalități născute aici
- Viorel Ion (n. 1967), fotbalist.